# Alberto Omar Walls
Alberto Omar Walls (Santa Cruz de Tenerife, 8 de mayo de 1943) es un licenciado en Filosofía y Letras por la Universidad de La Laguna que se especializó en la gestión cultural y políticas culturales en Madrid y Barcelona, respectivamente. A lo largo de los años ha cultivado numerosas especialidades artísticas: narrativa, teatro, poesía, artes escénicas y cinematografía, ejerciendo asimismo como profesor, director, actor y gestor cultural.

## Biografía
Alberto Omar Walls nació en Santa Cruz de Tenerife, Islas Canarias, el 8 de mayo de 1943, año en que el pintor surrealista tinerfeño Óscar Domínguez expuso en la Galería Louis Carré de París su magnífico cuadro titulado Bodegón, obra que ya testimoniaba su etapa metafísica.
Pertenece a la generación de novelistas canarios que se dio en llamar Generación del 70 o Boom de la narrativa canaria. Otros también denominaron al grupo generacional "narraguanches", no obstante está aceptado que nunca hubo unidad de planteamientos ni propuestas sino un sorprendente surgimiento de novelistas que no se habían dado con anterioridad y que solo pretendían experimentar y ahondar en la novela como dinamizador central de sus deseos de expresarse. El primer intento de darle unidad a este grupo de encuentro en torno al género novelístico, corrió a cargo de Rafael Franquelo quien en su antología de urgencia titulada Aislada Órbita, incluyó nombres de tres generaciones que aunaban, por primera vez en Canarias, intereses literarios en torno a la narrativa, como Alfonso García Ramos, Luis Alemany, Santiago Alonso, J. J. Armas Marcelo, Rafael Arozarena, Juan Cruz Ruiz, Luis León Barreto, Alberto Omar Walls, Víctor Ramírez y Emilio Sánchez-Ortiz.
La labor cultural de Alberto Omar Walls se ha dirigido a cultivar varias especialidades, las artes escénicas y audiovisuales junto a las literarias, habiendo sido profesor de literatura y teatro, director y actor de teatro y cine, impartiendo clases de Literatura en la Facultad de Filosofía y Letras y de Escritura Creativa en el Programa de Mayores de la Universidad de La Laguna y de Interpretación del Verso en la Escuela de Actores de Canarias. Siendo Magíster en Gestión Cultural por la Universidad de Madrid y Postgrado en Gestión y Políticas Culturales por la de Barcelona, imparte seminarios y cursos para gestores culturales.
Ha publicado en revistas y periódicos artículos y ensayos relacionados con la literatura, las políticas culturales y la condición humana, y como actor y director de teatro ha trabajado con obras de Miller, Girodoux, Neville, Benavente, Valle Inclán, Muñiz, Brecht, García Lorca, Lope de Vega, Zorrilla, Alfonso Paso, Alberto Omar, Fernando Arrabal, Germán Ubillo, Darío Fo, Pirandello y Lyle Kesler. En cine, ha actuado en Posición Avanzada, Iballa, Último acto, La ciudad interior y ha producido y codirigido el largometraje en 35 mm. Piel de cactus.

## Obra
Alberto Omar Walls es conocido sobre todo por su producción novelística: La canción del morrocoyo, El tiempo lento de Cecilia e Hipólito (Premio Benito Pérez Armas de 1986), El unicornio dorado (Premio Pérez Galdós 1989), Como dos lunas llenas, Arrégleme el alma, Soledad Amores; pero también ha publicado numerosos libros de relatos, como Papiroplexia, Suaves cuentos de destrucción y Contados al atardecer. Asimismo, en la amplia obra de Alberto Omar Walls destaca la especial atención prestada a la literatura infantil; dos ejemplos de ello los tenemos en los volúmenes El pequeño Carlos contra el almirante y El corazón del bosque. Toda la producción literaria de Alberto Omar Walls (novela, teatro, cuentos y poesía) ha sido reeditada en los últimos años por Ediciones Idea. Además, esta editorial canaria ha sacado a la luz y reunido en diversas colecciones su obra inédita que abarca piezas teatrales, artículos periodísticos y una parte de su producción poética de los últimos treinta años.

## Premios
Premio de Edición "Benito Pérez Armas" de Novela (1971), Primer Premio "Benito Pérez Galdós" de Novela (1972), Premio de Edición de Teatro del Cabildo Insular de Tenerife (1973), Primer Premio Ateneo de Cuentos (1979), Primer Premio Caja de Ahorros de Cuentos (1982), Premio Ciudad de La Laguna de Novela (1984), Premio Ciudad de Santa Cruz de Cuentos (1986), Premio Cabildo de Tenerife de Teatro de Autor (1988), Premio Nacional "Pérez Armas" de Novela (1989).